# Мауссер, Арни
Арнольд «Арни» Мауссер (англ. Arnold "Arnie" Mausser; род. 28 февраля 1954, Бруклин, Нью-Йорк) — американский футболист, вратарь. Выступал за сборную США. Член Национального зала славы футбола США (включён в 2003 году).

## Карьера

### Клубная карьера
Мауссер — воспитанник команды «Блау-Вайсс Готтшее».
Профессиональную карьеру начал в команде «Род-Айленд Оушенирс», став чемпионом Американской футбольной лиги в 1974 году.
В 1975 году присоединился к команде Североамериканской футбольной лиги «Хартфорд Байсентенниалс».
Выступая за «Тампа-Бэй Раудис» в сезоне 1976, был включён в первую символическую сборную NASL и был признан лучшим американским игроком года. Также играл за шоубольный состав команды в сезоне 1976/77.
Провёл по одному сезону в «Ванкувер Уайткэпс» и «Колорадо Карибус».
Был основным голкипером «Форт-Лодердейл Страйкерс» в сезоне 1979, но в сезоне 1980 из-за перелома глазницы пропустил восемь матчей, и нидерландский тренер команды Кор ван дер Харт доверил позицию в воротах своему соотечественнику Яну ван Беверену.
По ходу сезона 1980 был продан «Нью-Инглэнд Ти Мен». В том же году вместе с франшизой переехал в Джэксонвилл, штат Флорида. Также играл за шоубольный состав «Джэксонвилл Ти Мен».
Перед сезоном 1983 вернулся в «Тампа-Бэй Раудис» и сыграл в гран-при в помещениях, но в феврале 1983 года был взят в команду «Тим Америка», куда были собраны игроки сборной США. «Раудис», столкнувшись с трудностями при наборе необходимого минимума из трёх североамериканцев, пытался отозвать его оттуда, отдав взамен Скипа Гилберта, но лига отказала команде. Выступал за «Раудис»: шоубольную команду — в сезоне 1983/84, футбольную команду — в сезоне 1984, ставшем для NASL последним.
2 января 1985 года подписал 10-дневный контракт с шоубольной командой «Канзас-Сити Кометс» из MISL.
Выступал за «Баффало Сталлионс» в сезоне MISL 1985/86.
Вновь вернулся в «Тампа-Бэй Раудис», проведя в шоубольной лиге AISA сезон 1986/87.
18 февраля 1988 года стал третьим игроком команды «Форт-Лодердейл Страйкерс», возрождённой в новой Американской футбольной лиге, подписав однолетний контракт. В сезоне 1989 помог команде выиграть чемпионат.
Выступал за «Дейтон Динамо» в сезоне AISA 1988/89.
Сезон Американской профессиональной футбольной лиги 1990 начал в «Олбани Кэпиталс», но по ходу сезона вернулся в «Форт-Лодердейл Страйкерс», где выступал до 1992 года.

### Международная карьера
За сборную США Мауссер выступал в 1975—1985 годах, сыграв 35 матчей.

## Достижения
Командные
 «Род-Айленд Оушенирс»
- Чемпион Американской футбольной лиги[англ.]: 1974

 «Тампа-Бэй Раудис»
- Чемпион Североамериканской футбольной лиги в помещениях: 1976, 1983

 «Форт-Лодердейл Страйкерс»
- Чемпион Американской футбольной лиги[англ.]: 1989